# Jan Kukačka
Jan Kukačka (ur. w 1970) – czechosłowacki skoczek narciarski, brązowy medalista mistrzostw świata juniorów z 1988 roku.
4 lutego 1988 roku w Saalfelden podczas mistrzostw świata juniorów zdobył brązowy medal w konkursie drużynowym, w którym wystartował wraz z Jiřím Rázlem, Tomášem Raszką i Františkiem Ježem. Reprezentacja Czechosłowacji przegrała wówczas z Austrią i Norwegią.

## Mistrzostwa świata juniorów
- Indywidualnie
  - 1988  Saalfelden – 43. miejsce
- Indywidualnie
  - 1988  Saalfelden – brązowy medal[a]

## Puchar Świata

### Miejsca w poszczególnych konkursach indywidualnychPucharu Świata
| Źródło                                                                                       | Źródło           | Źródło           | Źródło          | Źródło      | Źródło       | Źródło          | Źródło                      | Źródło         | Źródło             | Źródło       | Źródło         | Źródło      | Źródło      | Źródło       | Źródło    | Źródło           | Źródło         | Źródło      | Źródło       | Źródło | Źródło | Źródło | Źródło | Źródło | Źródło | Źródło | Źródło | Źródło | Źródło | Źródło | Źródło | Źródło | Źródło | Źródło | Źródło | Źródło | Źródło | Źródło | Źródło | Źródło | Źródło | Źródło | Źródło | Źródło | Źródło | Źródło | Źródło | Źródło | Źródło |
| -------------------------------------------------------------------------------------------- | ---------------- | ---------------- | --------------- | ----------- | ------------ | --------------- | --------------------------- | -------------- | ------------------ | ------------ | -------------- | ----------- | ----------- | ------------ | --------- | ---------------- | -------------- | ----------- | ------------ | ------ | ------ | ------ | ------ | ------ | ------ | ------ | ------ | ------ | ------ | ------ | ------ | ------ | ------ | ------ | ------ | ------ | ------ | ------ | ------ | ------ | ------ | ------ | ------ | ------ | ------ | ------ | ------ | ------ | ------ |
| Sezon 1988/1989                                                                              |                  |                  |                 |             |              |                 |                             |                |                    |              |                |             |             |              |           |                  |                |             |              |        |        |        |        |        |        |        |        |        |        |        |        |        |        |        |        |        |        |        |        |        |        |        |        |        |        |        |        |        |        |
| Thunder Bay K89                                                                              | Thunder Bay K120 | Lake Placid K114 | Lake Placid K86 | Sapporo K90 | Sapporo K115 | Oberstdorf K115 | Garmisch-Partenkirchen K107 | Innsbruck K109 | Bischofshofen K111 | Liberec K120 | Harrachov K120 | Oberhof K90 | Oberhof K90 | Chamonix K95 | Oslo K105 | Örnsköldsvik K82 | Harrachov K180 | Planica K92 | Planica K120 | punkty |        |        |        |        |        |        |        |        |        |        |        |        |        |        |        |        |        |        |        |        |        |        |        |        |        |        |        |        |        |
| -                                                                                            | -                | -                | -               | -           | -            | -               | -                           | -              | -                  | 83           | 86             | -           | -           | -            | -         | -                | -              | -           | -            | 0      |        |        |        |        |        |        |        |        |        |        |        |        |        |        |        |        |        |        |        |        |        |        |        |        |        |        |        |        |        |
| Legenda                                                                                      |                  |                  |                 |             |              |                 |                             |                |                    |              |                |             |             |              |           |                  |                |             |              |        |        |        |        |        |        |        |        |        |        |        |        |        |        |        |        |        |        |        |        |        |        |        |        |        |        |        |        |        |        |
| 1 2 3 4-10 11-15 poniżej 15 q – zawodnik nie zakwalifikował się - – zawodnik nie wystartował |                  |                  |                 |             |              |                 |                             |                |                    |              |                |             |             |              |           |                  |                |             |              |        |        |        |        |        |        |        |        |        |        |        |        |        |        |        |        |        |        |        |        |        |        |        |        |        |        |        |        |        |        |